# Emanuele Belardi
Emanuele Belardi (Éboli, Provincia de Salerno, Italia, 9 de octubre de 1977) es un exfutbolista italiano que jugaba de guardameta.

## Clubes
| Club            | País   | Año       |
| --------------- | ------ | --------- |
| Reggina Calcio  | Italia | 1995-1997 |
| F. C. Turris    | Italia | 1997-1998 |
| Reggina Calcio  | Italia | 1998-2004 |
| S. S. C. Napoli | Italia | 2004-2005 |
| Modena F. C.    | Italia | 2005      |
| U. S. Catanzaro | Italia | 2005-2006 |
| Juventus F. C.  | Italia | 2006-2008 |
| Udinese Calcio  | Italia | 2008-2012 |
| Reggina Calcio  | Italia | 2012      |
| A. C. Cesena    | Italia | 2012      |
| U. S. Grosseto  | Italia | 2013      |
| Delfino Pescara | Italia | 2013-2014 |
| Pune City       | India  | 2014-2015 |
| Reggina Calcio  | Italia | 2015      |

## Palmarés

### Campeonatos nacionales
| Título  | Club           | País   | Año     |
| ------- | -------------- | ------ | ------- |
| Serie B | Juventus F. C. | Italia | 2006-07 |